# Караџица
Караџица је планина у средишњем делу Северне Македоније, југозападно од Скопља. Највиши врх је истоимени врх Караџица, висок 2.473 метра.
Представља северозападни део великог масива Јакупице (2.540 м), са траговима дилувијалне глацијације. На Караџици извире Маркова река, дуга 30 км.

## Извор
- „Мала енциклопедија Просвета“, општа енциклопедија - четврто издање, „Просвета“, Београд, 1986.